# Ergosterol
Ergosterol of provitamine D2 (ergosta-5,7,22-trien-3β-ol) is een sterol, waarvan de chemische structuur veel lijkt op die van cholesterol. De zuivere stof is een witte kristallijne vaste stof, die bijna onoplosbaar is in water.
De naam is afgeleid van het woord ergot, hetgeen Engels voor moederkoorn is, waaruit het voor het eerst werd geïsoleerd. 

## Voorkomen en toepassingen
Ergosterol komt voor in de celmembranen van schimmels, gisten en sommige protisten, zoals trypanosomen, waar het dezelfde functie vervult als cholesterol bij dieren. Bepaalde schimmelbestrijdende geneesmiddelen werken in op het ergosterol, omdat dit niet voorkomt in dierlijke celmembranen. Ook geneesmiddelen tegen de West-Afrikaanse slaapziekte werken op dezelfde wijze. Er zijn ook fungiciden die de aanmaak van ergosterol afremmen; bijvoorbeeld fenpropimorf of metconazool.
In 1927 is ontdekt dat ergosterol de biologische precursor is van ergocalciferol (vitamine D2). Het wordt door ultraviolet licht omgezet in viosterol, dat weer wordt omgezet in ergocalciferol.
Het vitamine D2-supplement wordt geproduceerd met behulp van gisten. De door de gisten geproduceerde ergosterol wordt omgezet in vitamine D2.